# 島田紗希
島田 紗希（しまだ さき、7月21日 - ）は、日本の元声優。広島県出身。レッドクイーン所属。

## 来歴
「ゆいな」としてオンライン声優スクール「MANAVO!」の1期生。その後声優養成所に通い、2013年、漫画『アンゴってル!』の予告PVでプロデビュー。
2017年6月よりキャトルステラに預かりとして所属し、10月より準所属となる。2020年9月末をもって退所。同年10月21日より、レッドクイーンに所属。同社はゲームアプリ事業などを手掛ける会社であり、島田が所属していた際、唯一の所属タレントであった。
League of Angelsでは、ジーナ役を巡る公開オーディションにて最終選考に残る。グランプリには選ばれなかったものの、イーシャ役で出演を果たしている。
2019年11月11日、ゲーム実況配信を行う個人のYouTubeチャンネルを開設した。
2022年8月31日、声優業から離れる事を自身のTwitterにて発表した。

## 出演

### テレビアニメ
- タイムトラベル少女〜マリ・ワカと8人の科学者たち〜（2016年、AED音声、パン屋の奥さん、母親、女性）
- まめねこ（2018年、おばちゃん）
- レディスポ（2018年、アリゲッティ[9]）

### ゲーム
2016年
- コズミックブレイク2（テレーネ）

2017年
- コズミックブレイク（コハル）
- ヴァリアントナイツ（エリス・フォーマルハウト、ミズリー・セイラ、カリーナ・グローリー）
- 三国志炎舞〜王様の物語〜（左慈、甄姫、孫権）
- 感染×少女（櫻井玲奈）
- REDSTONE2（ロデッツ、ラティエル）
- League of Angels2（イーシャ）

2018年
- 乙女戦姫〜ロリータガールズ〜（諸葛亮、賈ク、荀彧）
- フィンガーナイツクロス（ヴァルキリー、ニックス、デメテル）
- ソラヒメ ACE VIRGIN -銀翼の戦闘姫-（He 162）
- 帝国戦記（ファーレイ）
- ファイナルガーディアン（風瑶、葉夢凝、百里馨、秦貞玉、顧橫波、糖宝）
- グレントリア〜眠レル竜ト暁ノ戦士ノ物語〜
- リバースユニオン（サジタリアス、ヒュプノス、ヒヨミ、ハツユ、ポインセチア）
- バハムートラビリンス（ニーチェ、ラミア）

2019年
- メリーガーランド（エノーラ、ルシャ、ベルリ）
- メドゥーサと恋人（メドゥーサ）
- インフィニティクロニクル（イオペル、エキアン、キラハン、ベイヌ）
- MEOW -王国の騎士-（ライチ、魔狂法師・パフィー）
- 神装の戦乙女 （ミシェル）
- ウチの姫さまがいちばんカワイイ（ジェリー・レモン）
- アミュージングヒーローズ（アプロディーテー）
- ガールズカタルシス（ナナ、ユウ）

2020年
- VGAME（ヴィラト）

2021年
- ひめがみ神楽（2021年 - 2022年、月兔・もち、趙公明）

### CM
- 共栄鍛工所 アニメCM - ナレーション、オペレーター役
- STU48の7ならべ - ナレーション
- LAWSON×欅坂46スマホくじキャンペーン - ナレーション
- LAWSON×日向坂46スマホくじキャンペーン - ナレーション
- 熊本健康アプリPR動画（ナレーション）

### PV
- アンゴってル! 予告PV（ルーシー）